# Condado de Red River
El condado de Red River es uno de los 254 condados del estado estadounidense de Texas. La sede del condado es Clarksville, al igual que su mayor ciudad. El condado tiene un área de 2.739 km² (de los cuales 19 km² están cubiertos por agua) y una población de 14.314 habitantes, y su densidad de población es de 5 hab/km² (según censo nacional de 2000). Este condado fue fundado en 1837.

## Demografía
Según el censo de 2000, había 14.314 personas, 5.827 cabezas de familia, y 4.067 familias residiendo en el condado. La densidad de población era de 14 habitantes por milla cuadrada.
La composición racial del condado era:
- 78,04% blancos
- 17,80% negros o negros americanos
- 0,59% nativos americanos
- 0,12% asiáticos
- 0,01% isleños
- 2,29% otras razas
- 1,15% de dos o más razas.

Había 5.827 cabezas de familia, de las cuales el 28,00% tenían menores de 18 años viviendo con ellas, el 53,50% eran parejas casadas viviendo juntas, el 11,80% eran mujeres cabeza de familia monoparental (sin cónyuge), y 30,20% no eran familias.
El tamaño promedio de una familia era de 2,91 miembros.
En el condado el 23,90% de la población tenía menos de 18 años, el 7,80% tenía de 18 a 24 años, el 24,40% tenía de 25 a 44, el 24,30% de 45 a 64, y el 19,70% eran mayores de 65 años. La edad promedio era de 40 años. Por cada 100 mujeres había 92,90 hombres. Por cada 100 mujeres mayores de 18 años había 89,80 hombres.

## Economía
Los ingresos medios de una cabeza de familia del condado eran de USD$27.558 y el ingreso medio familiar era de $33.436. Los hombres tenían unos ingresos medios de $24.609 frente a $17.566 de las mujeres. El ingreso per cápita del condado era de $15.058. making it one of the economically poorest counties in the state of Texas. El 13,10% de las familias y el 17,30% de la población estaban debajo de la línea de pobreza. Del total de gente en esta situación, 25,20% tenían menos de 18 y el 17,70% tenían 65 años o más.